# إلدريدج سمول
إلدريدج سمول (بالإنجليزية: Eldridge Small)‏ هو لاعب كرة قدم أمريكية أمريكي، ولد في 2 أغسطس 1949، وتوفي في 11 مايو 2015.